# Nesea (Hircània)
Nesea (grec Nessea o Nissea) fou un districte esmentat per Estrabó en un lloc, com un territori regat per l'Ocus que era part d'Hircània; i en un altre, com a territori separat entre Hircània, Ariana i Pàrtia, equivalent al Gran Khorasan. La capital era Nissa, entre Astarabad i Mashad. Podria ser idèntica a algunes de les altres regions anomenades «Nesea» en fonts diferents.